# Zespół pałacowo-parkowy w Pławniowicach
Zespół pałacowo-parkowy w Pławniowicach (Pałac Ballestremów) – zabytkowy pałac z zespołem we wsi Pławniowice,  w województwie śląskim, w powiecie gliwickim, w gminie Rudziniec. 
Obiekt położony jest przy węźle autostrady A4 z drogą krajową nr 40, pomiędzy Strzelcami Opolskimi (18 km) a Gliwicami (18 km).

## Historia
Pierwsza wzmianka o miejscowości Pławniowice pochodzi z 1317 r., druga znajduje się w dokumentach z 1364 r., w których figuruje nazwisko Marcusa de Plawniowitz, jako właściciela okolicznych terenów.
W rachunkach dworu króla Władysława Jagiełły z 1393 roku znajduje się wzmianka, że w Pławniowicach znajdowała się warownia obsadzona przez polskie rycerstwo pod dowództwem Piotra Szafrańca herbu Starykoń, dla wzmocnienia której wysłano następnie ekspedycję z Krakowa na początku 1394 r. W latach 60. XX wieku odkryto mury nieznanej warowni na skarpie przy ul. Gliwickiej, kilkaset metrów od obecnie istniejącego pałacu. Prawdopodobnie była to właśnie warownia Piotra Szafrańca, o której wspominają źródła.
W roku 1525 dobra pławniowickie nabył Lorenz Seydlitz, a w 1532 r. wieś odziedziczyli Jerzy i Mikołaj Seydlitz. W następstwie działań wojny trzydziestoletniej (1618–1648) doszło do upadku znaczenia Pławniowic. Po wojnie właściciele Pławniowic przeszli na protestantyzm.
W roku 1737 wieś została kupiona przez barona Franza Wolfganga von Stechowa. Był on założycielem majoratu (fideikomisu), którego dobra w 1751 r. obejmowały Rudę, Biskupice i Pławniowice. Na własność rodziny Ballestremów dobra te przeszły drogą dziedziczenia w 1798 r. i pozostały własnością tego rodu do 1945 r.
Rodzina Ballestremów pochodziła z płn. Włoch. Początek śląskiej linii tego rodu dał w poł. XVIII wieku Giovanni Baptista Angelo Graf von Ballestrem di Castellengo, poprzez małżeństwo z córką barona von Stechowa, Marią Elżbietą Augustą.
W 1737 r. powstała pierwsza budowla pałacowa czasów nowożytnych; wzniósł ją Zygmunt Mikołaj von Göerz.
Obecny pałac wzniesiono w latach 1882–1885 (w miejscu istniejącego z 1737 roku), według projektu mistrza budowlanego Konstantego Heidenreicha z Kopic. Budowę pałacu, który przeznaczony został do pełnienia roli rezydencji rodzinnej, zlecił hrabia Franciszek II Ballestrem. Całkowity koszt budowy kompleksu pałacowego wyniósł 386 000 ówczesnych marek.
Zespół pałacowo-parkowy tworzą pałac z kaplicą, zabudowania folwarczne, oficyna ze stajnią i wozownią – wszystko w stylu neomanieryzmu niderlandzkiego z wieloma dodatkami neogotyckimi oraz otaczający pałac park krajobrazowy.
Część reprezentacyjną nowego pałacu stanowiła fasada środkowa, z poprzedzającą ją fontanną i umieszczonym na wysokości piętra, kartuszem z hrabiowskim herbem rodziny Ballestremów z szarfą poniżej zawierającą dewizę herbową Nulla me terrent/ Niczego się nie boję.
Pałac jest budowlą trójskrzydłową i prezentuje styl neomanieryzmu niderlandzkiego oraz romantyzmu eklektycznego. W odróżnieniu od innych rezydencji tego okresu, nie posiada tzw. kostiumu francuskiego, lecz zupełnie nową konwencję stylową, tzw. styl północnoniemiecki, wykształcony po wojnie francusko-pruskiej. Jest obiektem dwukondygnacyjnym na planie litery „U”, przykryty wysokimi dachami czterospadowymi. Dachy budynku zdobią liczne wieże i wieżyczki, iglice, pinakle i lukarny. Elewacje wykonane z cegły klinkierowej, są bogato zdobione detalami kamieniarskimi. Nad całym obiektem góruje, czworoboczna wieża z zegarem, przykryta wysokim dachem namiotowym w narożniku północno-zachodnim.
W skrzydle południowo-zachodnim znajduje się kaplica Niepokalanego Poczęcia NMP. Kaplica została konsekrowana 15 października 1885 r. i służyła wiernym jako kościół parafialny. Kościół podlegał do 1945 r. pod parafię Rudno.
Dawne wnętrza pałacowe były urządzone bogato, choć bez przesadnego przepychu. Pałac zdobiły cenne meble oraz unikatowe zbiory broni białej i palnej, trofea myśliwskie, a także liczne kosztowne portrety i płótna znanych mistrzów.
Główną salę pałacową zdobił kiedyś duży obraz olejny, przedstawiający praprzodka śląskiej linii Ballestremów, hrabiego Giovanniego Battistę Angelo w białym mundurze majora huzarów. Obraz był dziełem z 1907 r., artysty berlińskiego Józefa Limburga
Obraz ten, a także dwie akwarele J. Limburga przedstawiające pałac pławniowicki z początku XX w. zostały uratowane i znajdują się obecnie w zbiorach rodziny hrabiowskiej w Straubing. J. Limburg w tym samym roku wykonał również marmurowe popiersie hrabiego, pomnik protoplasty hrabiowskiego rodu Giovanniego Ballestrema, a także brązowe statuetki hrabiego i jego żony.
Hrabia Franciszek posiadał również bogaty księgozbiór z wieloma pozycjami starodruków. Biblioteki pałacowej nie zdołano jednak zabezpieczyć w końcu ostatniej wojny i dlatego znaczna część księgozbioru bezpowrotnie przepadła.

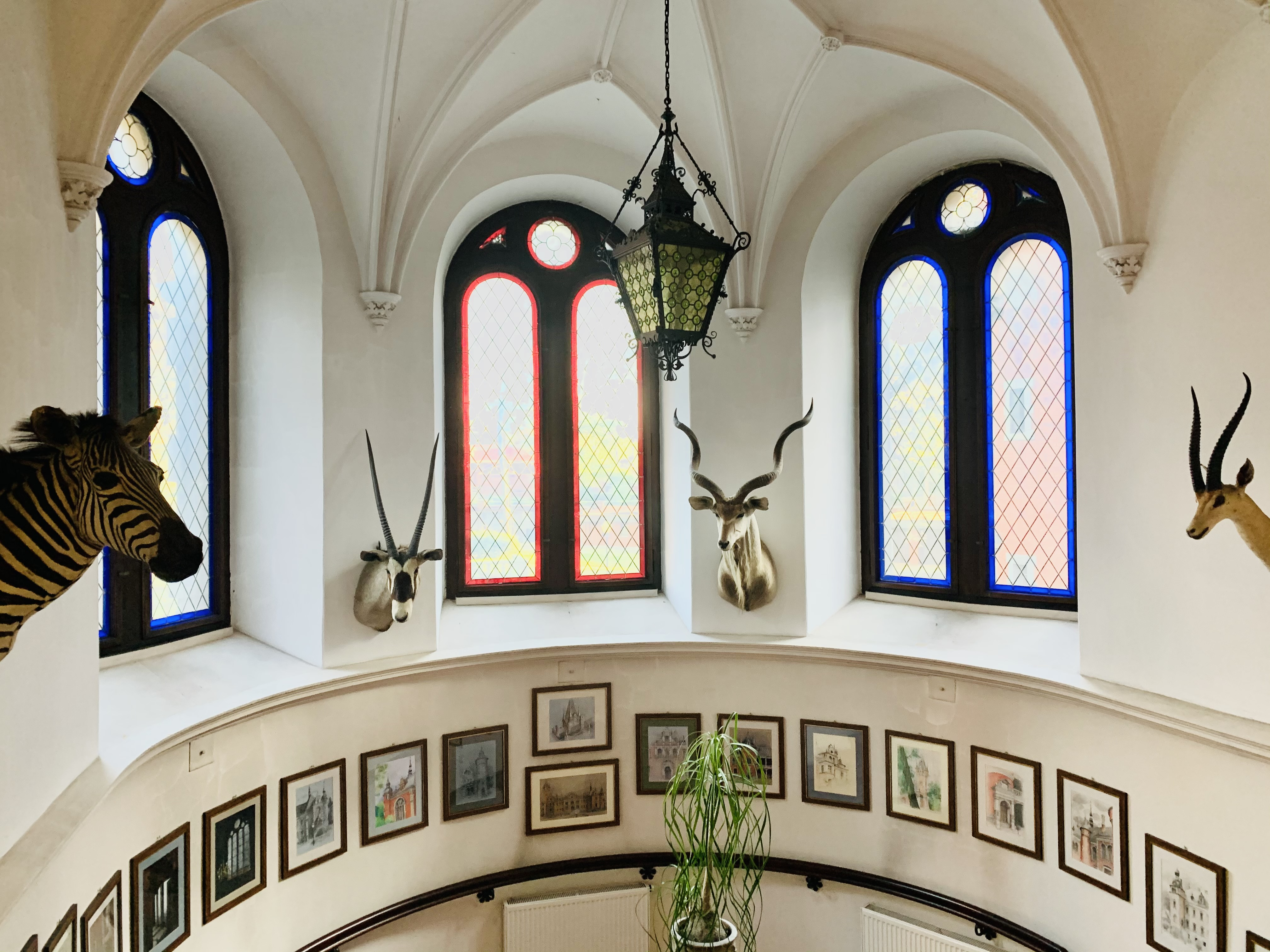
Klatka schodowa
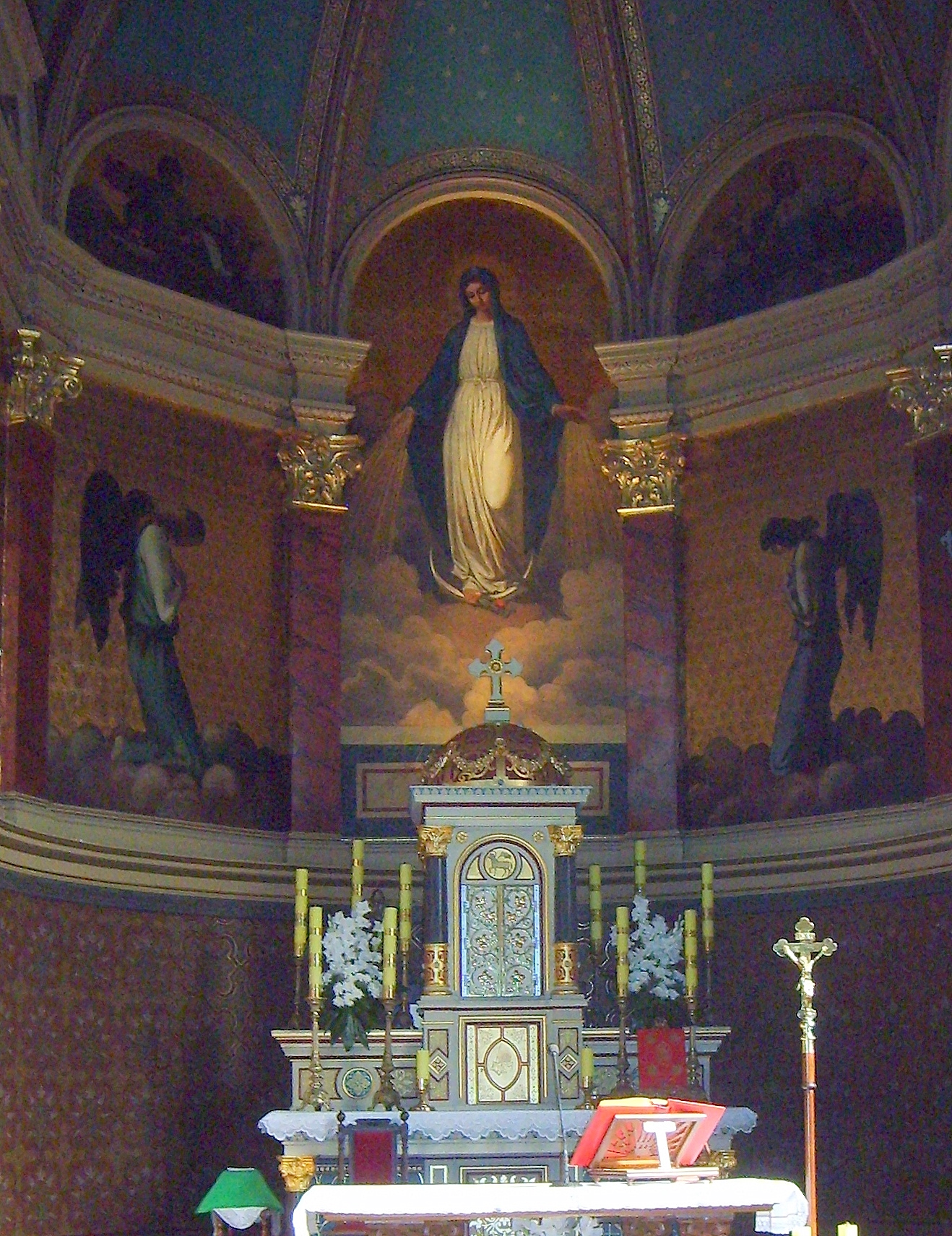
Ołtarz w kaplicy
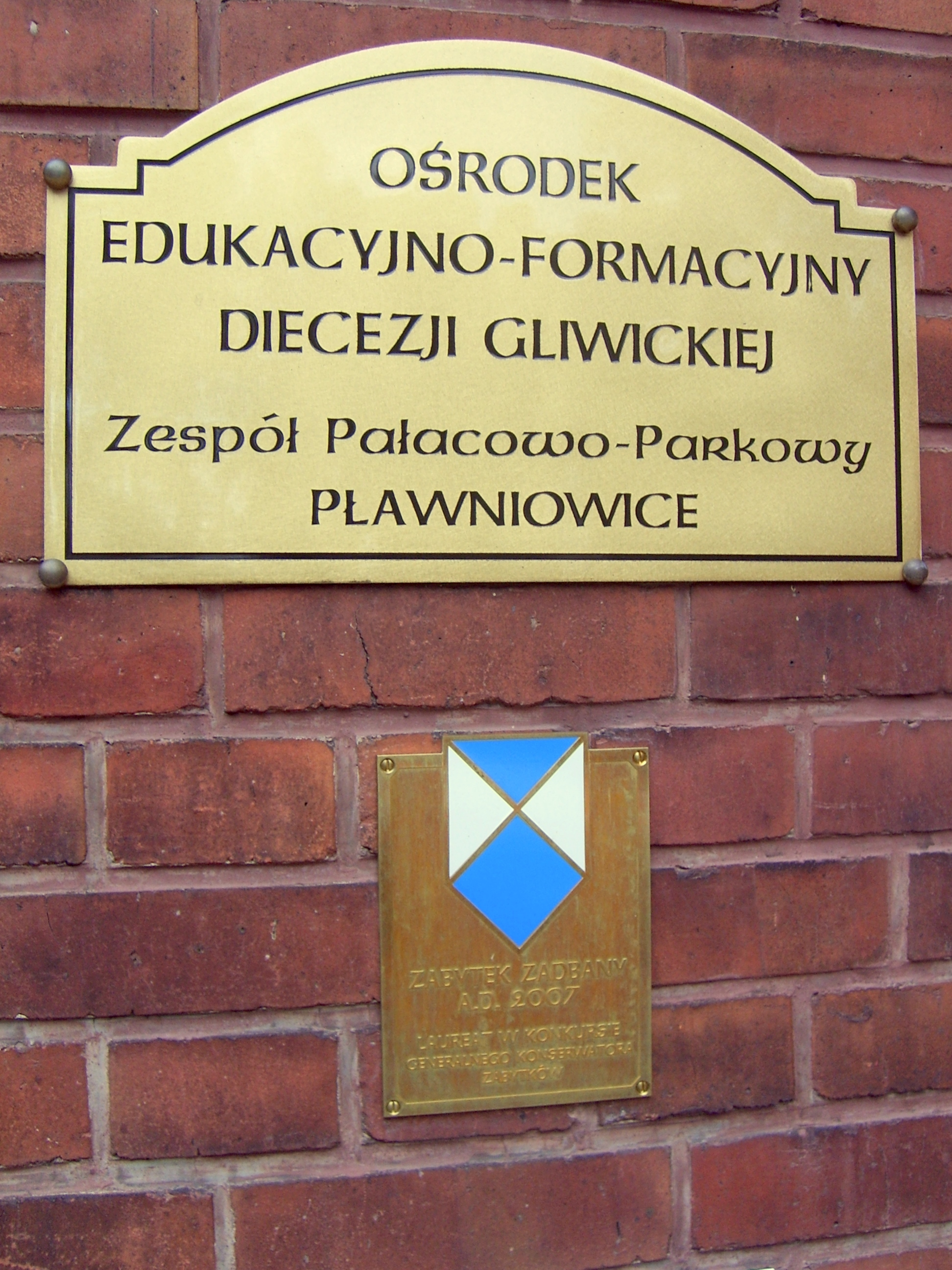
Tabliczka „Zabytek Zadbany”
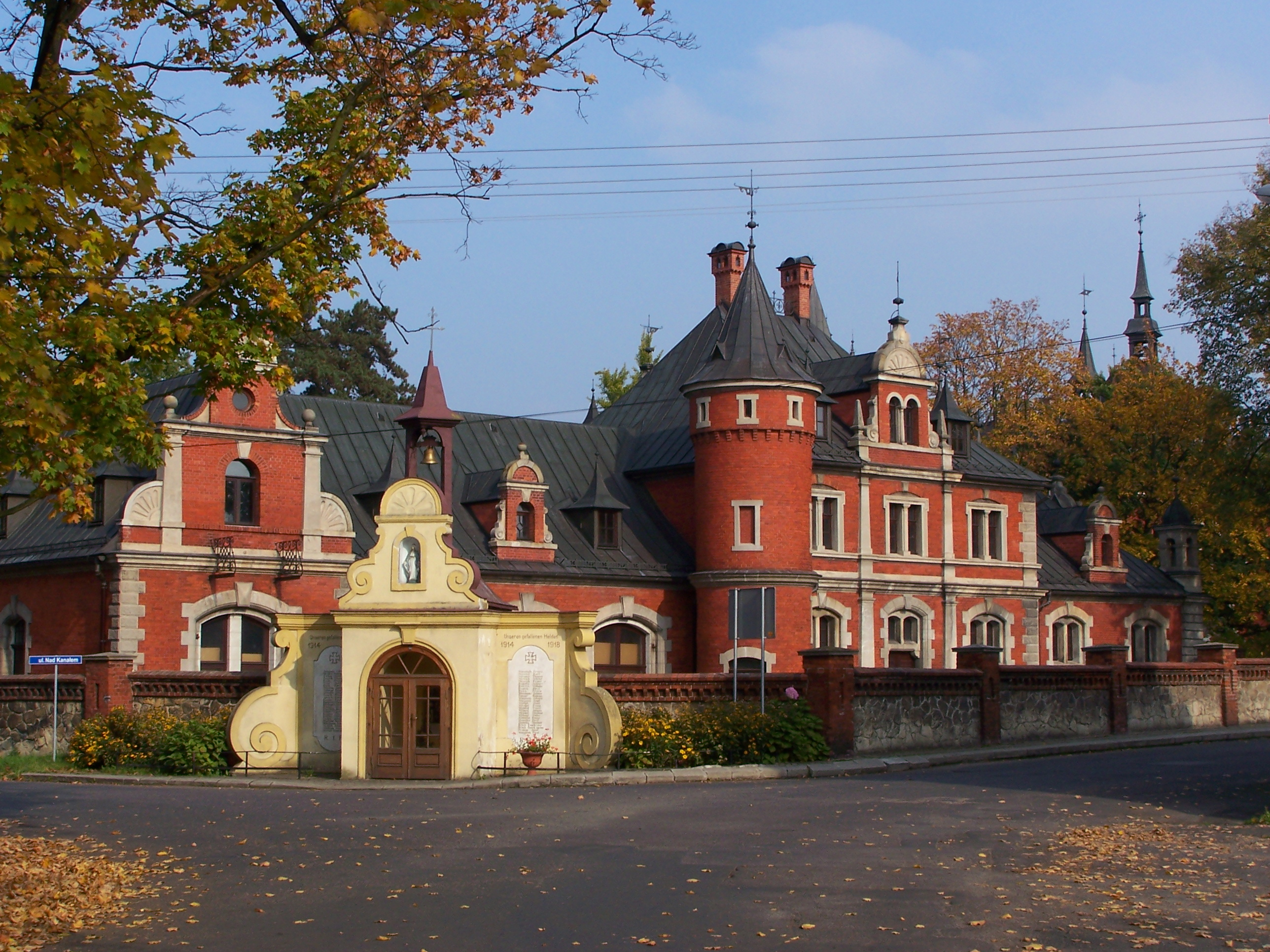
Dom Kawalera
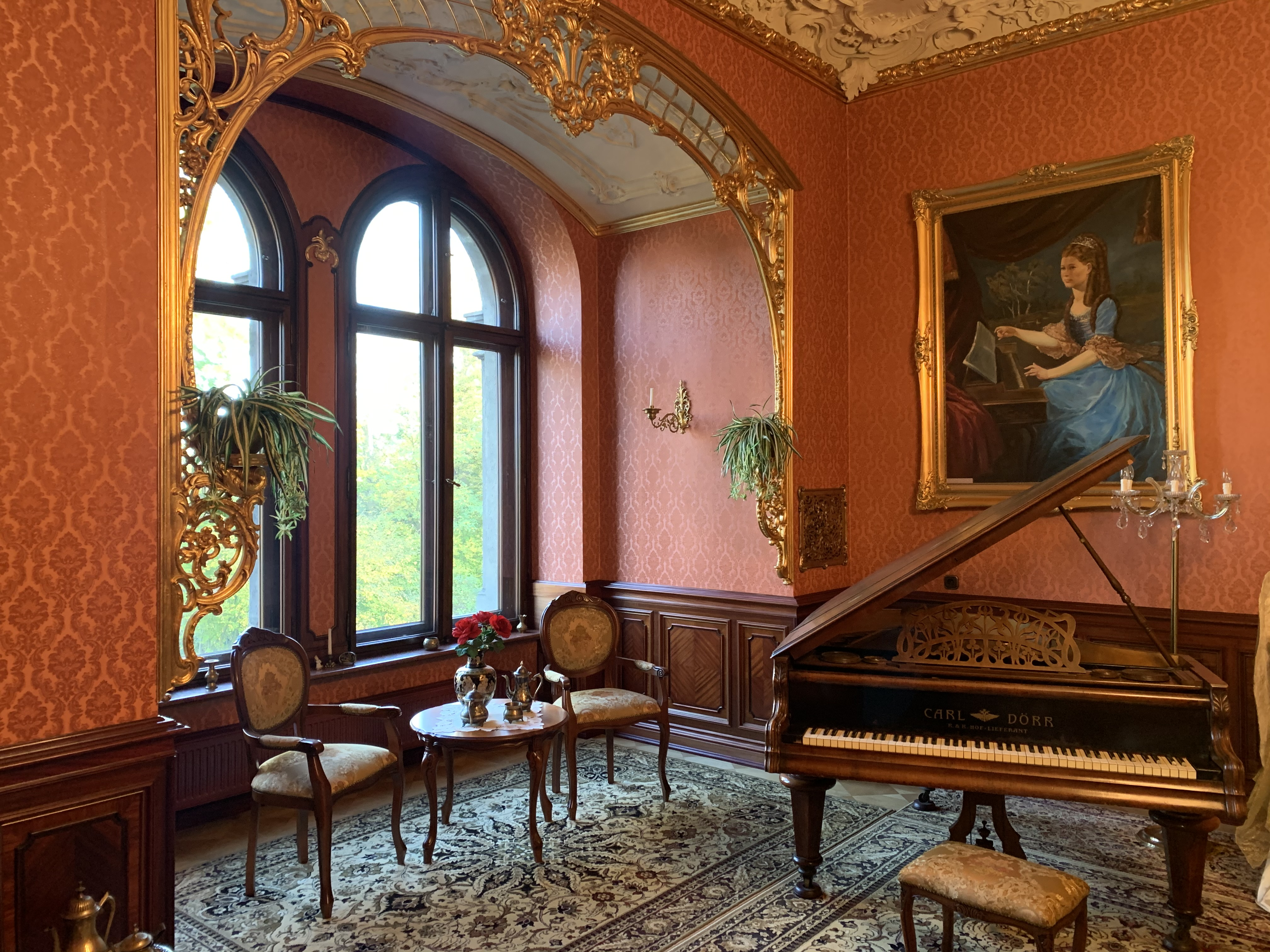
Pałacowa sala

Na dziedzińcu wewnętrznym pałacu usytuowana jest fontanna, figura Matki Boskiej z Dzieciątkiem z ok. 1870 r., otoczona kutym płotkiem oraz pomnik z popiersiem Giovanniego Ballestrema. Popiersie zostało ustawione na granitowym cokole, zdobionym herbami hrabiowskimi. Granit pod cokół sprowadzony był wtedy z Selb w Bawarii. Uroczyste odsłonięcie pomnika odbyło się 5 września 1907 r. Pomnik miał symbolizować nieznany grób przodka rodu, znajdujący się prawdopodobnie w Świdnicy.
Obok pałacu w 1881 r. wzniesiony został ówczesnym zwyczajem, dodatkowy piętrowy budynek tzw. „Kavalier Haus” (Dom Kawalera), przeznaczony początkowo głównie dla starszego syna hrabiego Leona, który zamieszkiwał go do 1902 r. W latach następnych Dom Kawalera pełnił funkcję luksusowego lokum dla przybywających tu gości.
Podobnie jak pałac zbudowany z litej cegły, w stylu eklektycznym z wieloma dodatkami neogotyckimi. W szczycie elewacji bocznej znajduje się napis: „Franz II. Graf von Ballestrem. 1881”. W dolnej kondygnacji tego budynku mieściły się mieszkania dla służby, a także powozownia i garaż dla samochodu osobowego Mercedes-Benz hrabiego Franciszka.
Przynależący do pałacu park o pow. ok. 2,4 ha został założony w 1885 roku, na miejscu starszego ogrodu z poprzedniego wieku. Park otoczony jest masywnym ceglanym ogrodzeniem. W parku posadzono kilkaset gatunków roślin, z których do dzisiaj zachowało się 23 gatunki krzewów i 40 gatunków drzew (klony, jesiony, lipy i potężny dąb szypułkowy) o obwodzie 5 m. Rosną tutaj także drzewa egzotyczne: miłorząb japoński, cypryśnik błotny, choina kanadyjska i kilka gatunków magnolii.
Park krajobrazowy otaczający rezydencję prócz rzadkich okazów starodrzewia i wspaniale kwitnących magnolii, ma liczne elementy małej architektury: staw, pomnik, stylowe ogrodzenie.
Pałac Ballestremów przechodził różne koleje losu po II wojnie światowej. Już na początku 1945 roku ówczesny właściciel, hrabia Mikołaj Ballestrem, zmuszony był opuścić Pławniowice przed nadchodzącą Armią Czerwoną. Tak jak wielu innych Ślązaków schronił się w Dreźnie. Miasto w tym czasie stało się obiektem amerykańskich nalotów dywanowych, które obracały wszystko w ruinę. Pod gruzami tego miasta 13 lutego 1945 r. zginął ostatni właściciel Pławniowic.
Sama wojna nie zniszczyła obiektu, jednak późniejsze losy znacznie nadwerężyły jego kondycję. Po stacjonującym w pławniowickich dobrach Marszałku Związku Radzieckiego Iwanie Koniewie pozostały jedynie zdewastowane meble i zniszczone wnętrza. Zniknęło cenne wyposażenie z niepowtarzalnymi kolekcjami porcelany, sreber i naczyń.
Po wojnie pałac – podobnie jak wszystkie dobra Ballestremów (m.in. kopalnie i huty) – został jako majątek poniemiecki, przejęty bez odszkodowania na własność państwa. Obiekt przekazany został do dyspozycji władz kościelnych. Już w 1945 r. ustanowiona została tu samodzielna parafia z własnym kościołem parafialnym i plebanią, którą administrował wówczas ks. Franciszek Pawlar, autor dziennika z wydarzeń w Pławniowicach od połowy stycznia do końca kwietnia 1945. Parafii przydzielono skrzydło pałacu z kaplicą pałacową. Pozostałą jego część (2/3) otrzymały z przeznaczeniem na klasztor, przesiedlone ze Lwowa, siostry benedyktynki od Nieustającej Adoracji Najświętszego Sakramentu, które przebywały tu do 1976 roku. Od sierpnia 1946 r. do stycznia 1949 r. parafią zarządzali kapucyni z prowincji krakowskiej. W latach 1949–1975 w Pławniowicach pracowali księża diecezjalni, a od sierpnia 1975 r. do stycznia 1978 r. augustianie. W styczniu 1978 r. parafię objęli ponownie księża diecezjalni. Od tego roku w pałacu funkcjonuje Diecezjalny Dom Rekolekcyjny najpierw diecezji opolskiej, a od 25 marca 1992 r. diecezji gliwickiej.
Oprócz klasztoru i parafii w pałacu mieściły się także po wojnie biura administracji Państwowego Gospodarstwa Rolnego.
Budynek pałacowy i okoliczny park zmieniając często mieszkańców i przeznaczenie, pozbawiony jakiejkolwiek opieki konserwatorskiej ulegał przez lata postępującej dewastacji i zaniedbaniu.
Od 1989 r. gospodarzem zespołu pałacowo-parkowego jest dyrektor Ośrodka Edukacyjno-Formacyjnego Diecezji Gliwickiej, ksiądz dr Krystian Worbs, pełniący jednocześnie obowiązki dziekana dekanatu Pławniowice. Ksiądz Worbs postawił sobie za cel przywrócenie dawnej świetności pałacowi. Dzięki jego staraniom, pokaźną kwotę na remont przyznało Ministerstwo Spraw Wewnętrznych Niemiec (Innenministerium), uznając pałac za „ważny dla europejskiej kultury”.
Remont kapitalny połączony z pracami konserwatorskimi ruszył od 1993 r. Wymienione zostały: konstrukcja i pokrycie dachów, belki stropowe poszczególnych kondygnacji budynku, oczyszczono i naprawiono elewacje, mury i fundamenty. Założono wszystkie nowe instalacje wewnętrzne i zewnętrzne (elektryczna, sanitarna, grzewcza). Odnowiono stolarkę okienną i drzwiową.
Rekonstrukcję przeprowadzono z wielką dokładnością i niesamowitą troską o szczegóły. O drobiazgowości dokonanego remontu świadczyć może chociażby to, że szyby w oknach pałacowych składają się z malutkich szkiełek łączonych ze sobą spoinami ołowianymi, jakie były stosowane przy konstruowaniu witraży.
W roku 2007 Zespół pałacowo-parkowy w Pławniowicach jako jedyny w województwie śląskim, otrzymał nagrodę w konkursie Generalnego Konserwatora Zabytków „Zabytek Zadbany”. Tabliczka informująca o przyznaniu nagrody znajduje się po prawej stronie drzwi wejściowych z dziedzińca pałacu.

## Właściciele

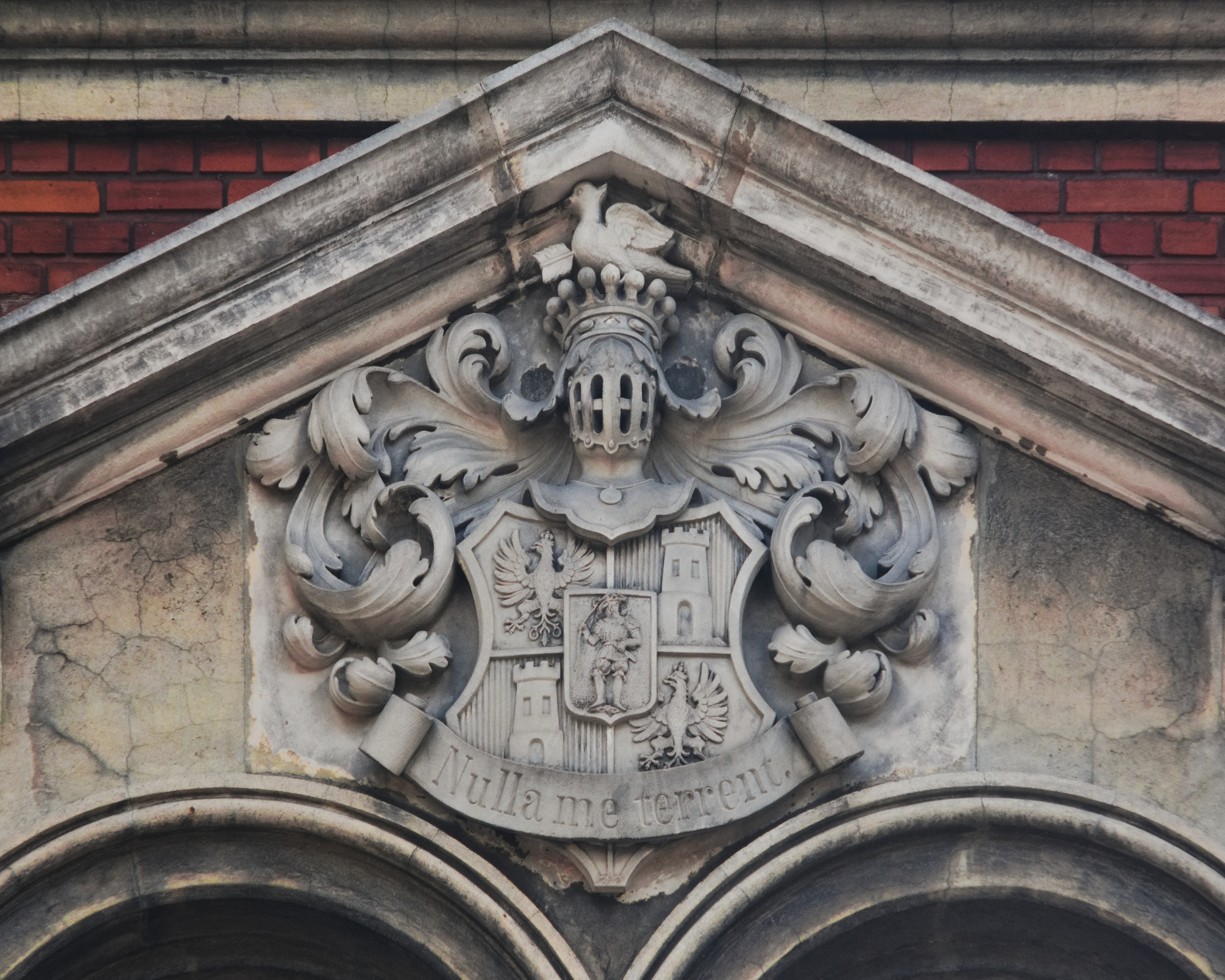
Fronton z herbem
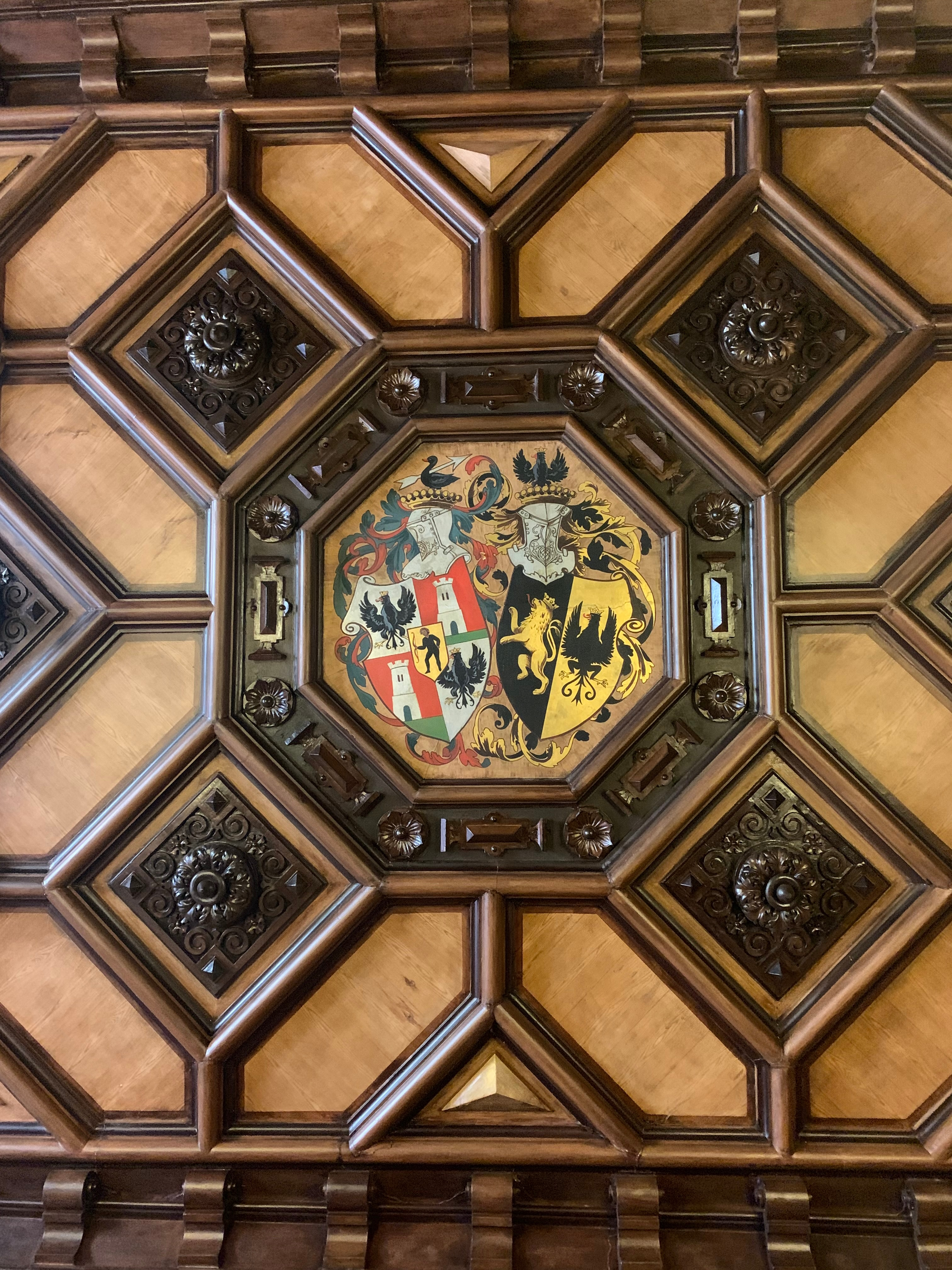
Herby F. Ballestrema (L), J. Saurma-Jeltsch (P)
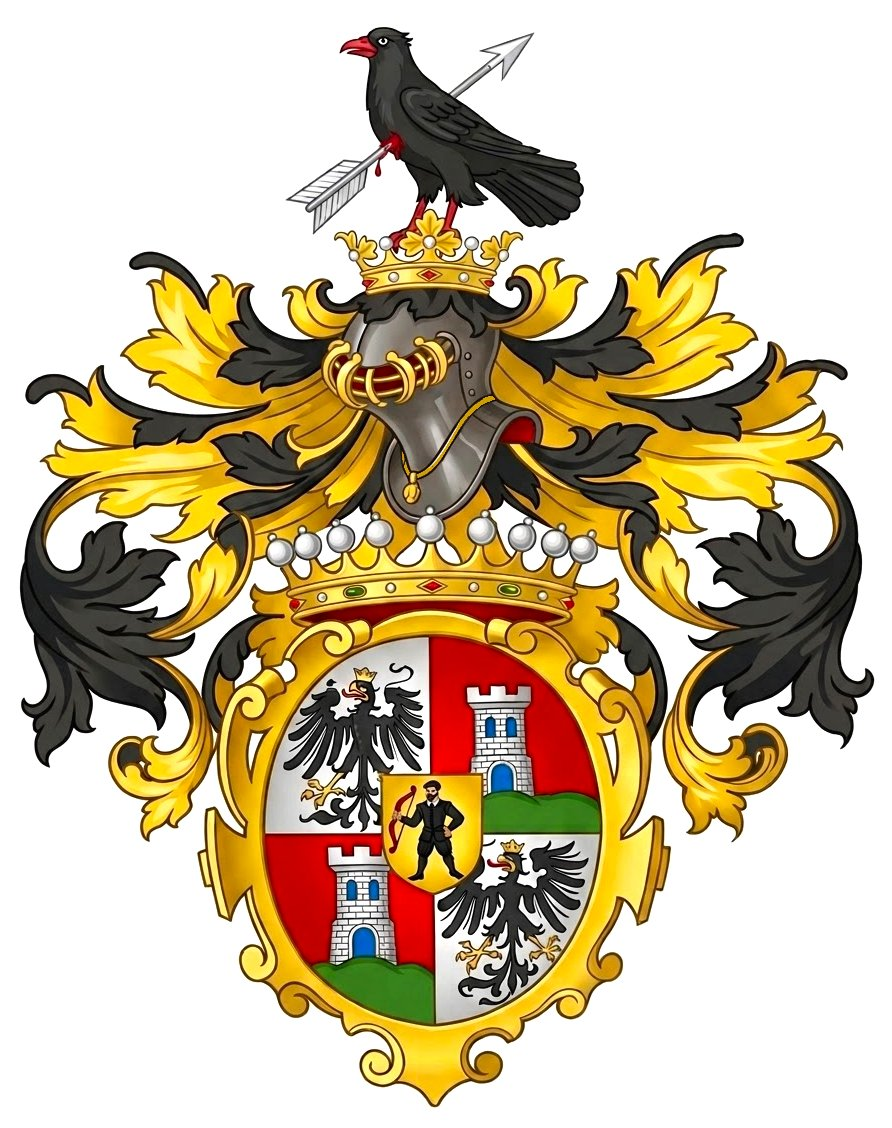
Herb Franciszka II von Ballestrema[b]
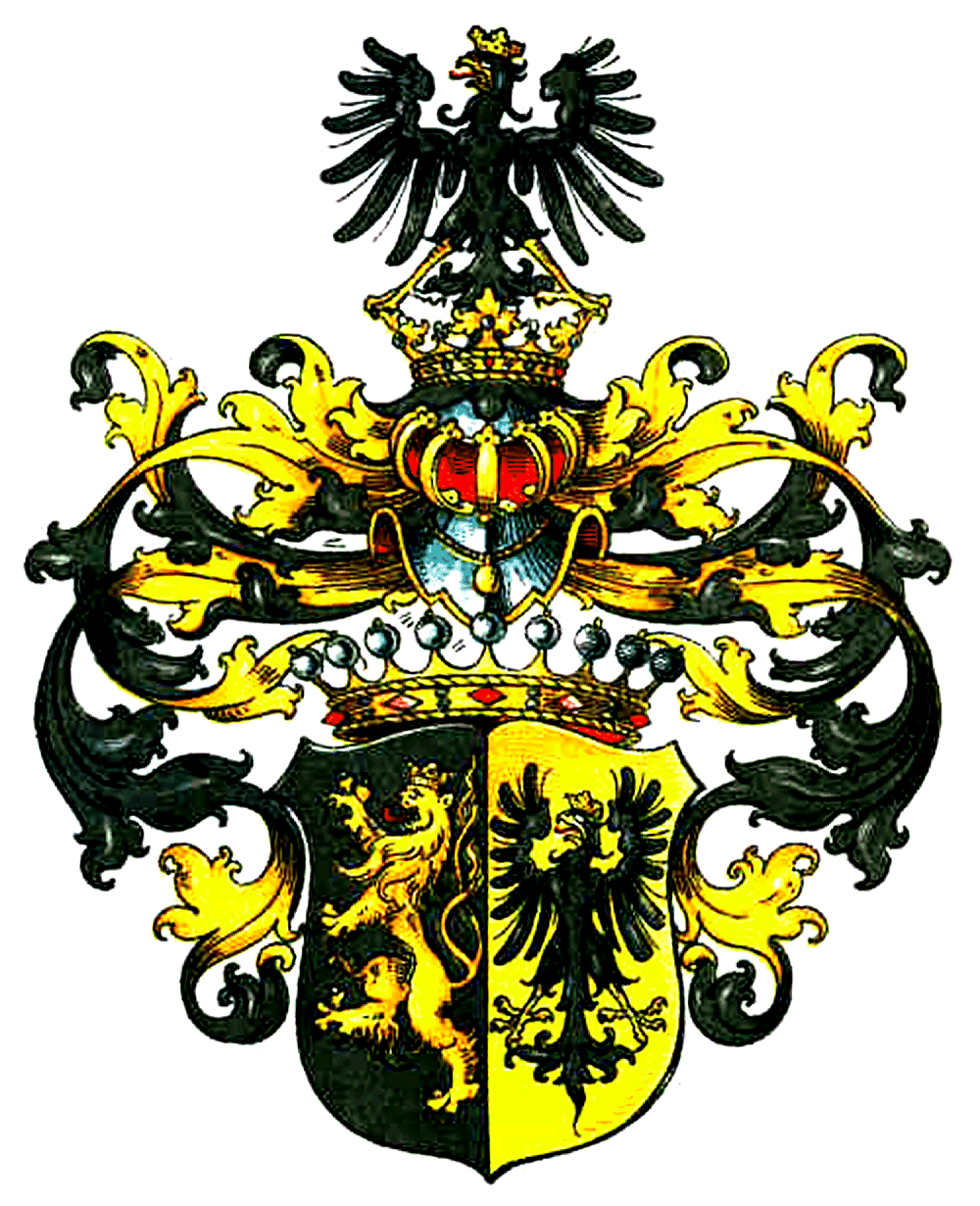
Herb Jadwigi von Saurma-Jeltsch
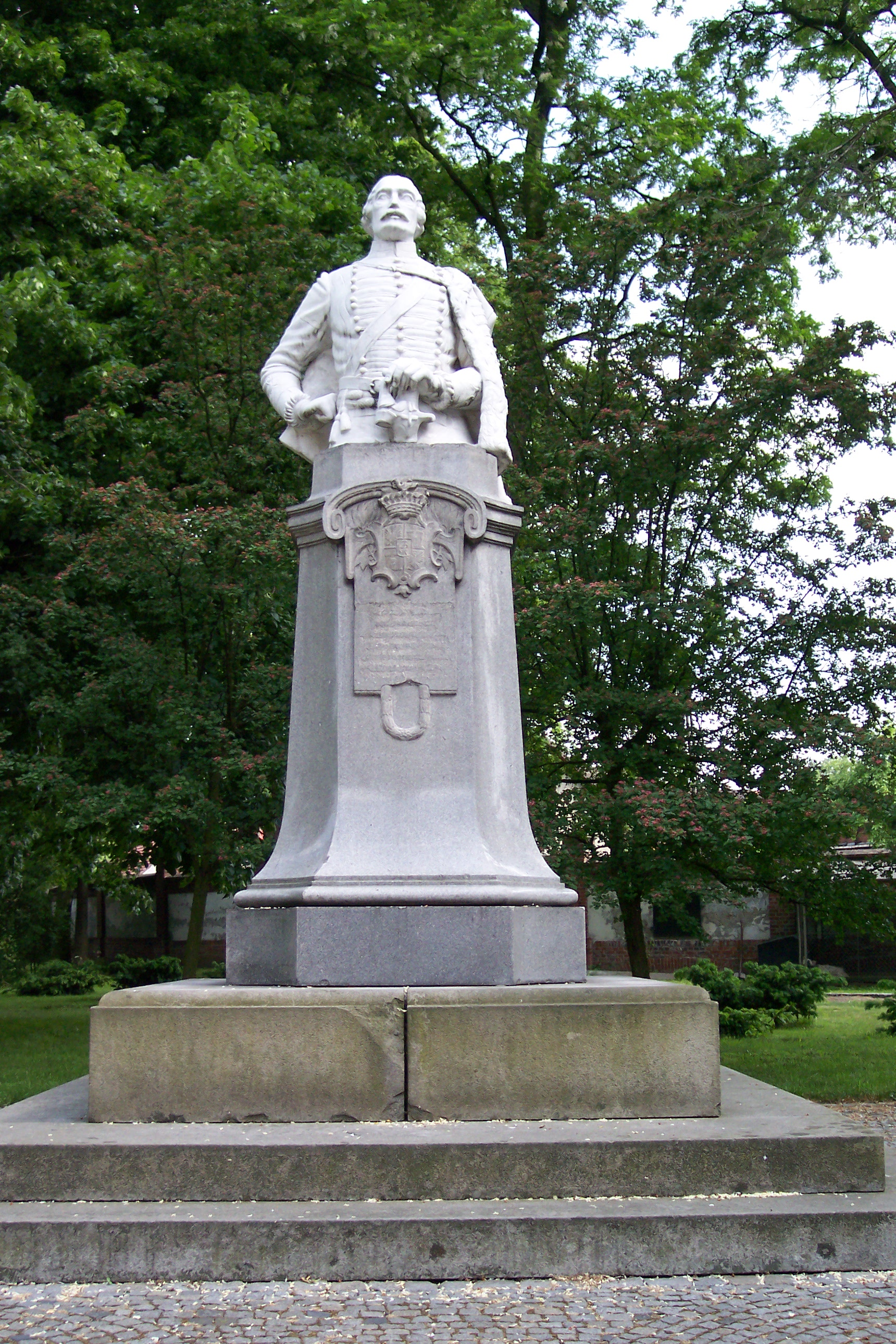
Pomnik na dziedzińcu

Właściciele dóbr, początkowo rycerskich, a później majoratu, byli równocześnie właścicielami posiadłości w Pławniowicach.
- 1317 Parafia w Łabędach
- 1364 Marcus de Plawniowicz
- 1409 Stefan Stral von Czechel
- 1519 Wawrzyniec Seidlitz von Tepliwoda
- 1532 potomkowie Wawrzyńca, Jerzy, Mikołaj i Karol von Seidlicowie
- 1560 Jan Dluhomil z Biernawy
- 1636 Adam von Wrbski. Sprzedał on dobra rycerskie Pławniowice za 11 500 talarów. Nowym właścicielem został
- 1648 Walenty von Trach z Bzia i Baranowic, a po nim jego syn
- 1691 Jerzy Henryk von Trach, który poprzez małżeństwo z Heleną Rozyną von Larisch otrzymał tytuł barona. Kolejnym dziedzicem był ich syn
- 1720 baron Jerzy Fryderyk von Trach
- 1730 baron Daniel Krzysztof von Kotuliński. Kupił Pławniowice 6 maja 1730 r. za 1500 talarów i sprzedał za 10 500 guldenów.
- 1732 Zygmunt Mikołaj von Göerz. Sprzedał on dobra pławniowickie za 21 500 guldenów. Ich właścicielem został
- 1737 baron Franciszek Wolfgang von Stechow (1694–1758). Stechow 13 sierpnia 1748 r. dokupił od hrabiego Jana von Dunina za 33 000 florenów Biskupice i Rudę. 20 listopada 1751 r. Stechow ustanowił tzw. majorat, obejmujący Pławniowice–Rudę–Biskupice. Od tej pory dobra majoratu jako majątek niepodzielny przechodziły w całości na najstarszego syna lub krewnego potomka męskiego.
- 1758 hrabia Karol Franciszek von Stechow (1728–1789). Nie pozostawił po sobie syna. Prawnym dziedzicem został jego siostrzeniec, starszy syn jego siostry Marii Elżbiety
- 1789 Karol Franciszek von Ballestrem (1750–1822). Zmarł bezpotomnie, dobra majoratu odziedziczył jego młodszy brat
- 1822 hrabia Karol Ludwik von Ballestrem (1755–1829). Następnie majątek przejął starszy syn z małżeństwa z Joanną Nepomuceną z domu von Züllow
- 1829 hrabia Karol Wolfgang von Ballestrem (1801–1871). Po nim dziedzicem majątku został najstarszy syn z małżeństwa z baronówną Bertą Elżbietą z domu von Leithold
- 1871 hrabia Franciszek Karol Ludwik Aleksander von Ballestrem (1834–1910). Był żonaty z hrabiną Joanną Jadwigą z domu Saurma-Jeltsch, z którą miał 12 dzieci. Majorat objął najstarszy syn ↓
- 1910 hrabia Walenty von Ballestrem (1860–1920). Był żonaty z hrabiną Agnieszką Elżbietą z domu von Stolberg-Stolberg (1874–1940), a kolejnym dziedzicem majoratu po jego śmierci został ↓
- 1920 hrabia Mikołaj von Ballestrem (1900–1945). Hrabia przejął pełnię władzy nad majoratem faktycznie dopiero w 1926 r., kiedy osiągnął wiek dojrzały. Przez 6 lat majątkiem zarządzała jego matka. Mikołaj od 8 września 1927 r. był żonaty z hrabiną Anną z domu Waldendorf (1901–1965), z którą miał 8 dzieci.

Dekret o przeprowadzeniu reformy rolnej ustanowiony 6 września 1944 r. przez Polski Komitet Wyzwolenia Narodowego, pozbawił praktycznie majątku ziemskiego, najstarszego syna z tego małżeństwa Walentego (ur. 1 listopada 1928 w Pławniowicach, zm. 2006). Na mocy tego dekretu komunistyczne państwo polskie zlikwidowało bez odszkodowania, poniemieckie majątki ziemskie. Wkrótce też rodzina Ballestremów utraciła także swoje dobra przemysłowe, a to z kolei, za sprawą ustawy Krajowej Rady Narodowej z dn. 3 stycznia 1946 r., na mocy której państwo przejęło wszystkie przedsiębiorstwa poniemieckie.
Zakończyła się ponad 150-letnia działalność Ballestremów związana z największym rozwojem górnictwa na Górnym Śląsku.